# Ahaj (biskup Seleucji-Ktezyfonu)
Mar Ahai (Ahha) był kolejnym, po Mar Izaaku, biskupem Seleucji-Ktezyfonu. Przysługiwał mu również tytuł Wielkiego Metropolity. Jego pontyfikat zaczął się po śmierci poprzednika. Został konsekrowany około 410 roku i swój urząd pełnił do 414 roku. Podobnie jak jego poprzednicy jest uznawany przez kościoły wywodzące się z Kościoła Wschodu, za jednego z tradycyjnych Patriarchów Wschodu.

## Życiorys
Wzmianki o życiu Mar Ahai znajdują się w Chronicon Ecclesiasticum XIII wiecznego jakobickiego kronikarza Bar Hebraeusa i historiach kościelnych Kościoła Wschodu z XII i XIV wieku.

## Życie
Fragment Kroniki Bar Hebraeusa:

Po Mar Izaaku, Mar Ahai. Jego imię wywodzi się od słowa "braterstwo" i został tak nazwany ponieważ w swoich homiliach i pouczeniach często nazywał słuchaczy swoimi braćmi. Tak jak dziś ludzie zwracają się do innych mówiąc" "Umiłowani" czy "Bracia", on uchylał habitu przed każdym napotkanym i mówił do niego "Mój bracie". W grece imię jego brzmiało Achaeus. Był człowiekiem wielkiej cnoty i bardzo uczonym, zwracającym uwagę na przestrzeganie postów, modłów i gościnności- w czasie swojego pontyfikatu żył jakby w zakonie. Był biskupem przez siedem lat aż do swojej śmierci po której został pochowany w Seleucji.

Historia kościelna Mariego daje dłuższy i bardziej szczegółowy obraz jego życia:

Ahai. Człowiek ten został przywódcą przy ogólnej zgodzie wszystkich wiernych. Jego zwyczajem było spożywanie jedynie chleba i warzyw, gotowanych w niewielkich ilościach, tak jakby cały czas pościł. Zanim został zaczął wykonywać swe patriarsze obowiązki udał się na pielgrzymkę w miejsca upamiętniającego męczenników, którzy cierpieli dla Chrystusa w czasie rządów Szapura. Ahai spisał ich Żywoty w których opisywał przyczyny śmierci każdego z nich i to, jakiego rodzaju męczeństwo ponieśli. Napisał także historię życia Mar Abdy. Jego pontyfikat trwał siedem lat i kilka miesięcy aż do jego śmierci. W tym czasie relikwie Stefana Męczennika zostały odnalezione i umieszczone w Jerozolimie. Na chrześcijaństwo nawrócił się Hormizd, budował kościoły i chronił chrześcijan. Wybudował także wielki kościół dla wspomnianych relikwii, gdzie dokonało się wiele cudów. Czasy pontyfikatu Ahai były więc bardzo pomyślne. Pochowano go w Seleucji-Ktezyfonie.